# (111913) Davidgans
(111913) Davidgans est un astéroïde de la ceinture principale.

## Description
(111913) Davidgans est un astéroïde de la ceinture principale. Il fut découvert le 1er avril 2002 à l'Observatoire Kleť par le projet KLENOT. Il présente une orbite caractérisée par un demi-grand axe de 3,08 UA, une excentricité de 0,13 et une inclinaison de 9,4° par rapport à l'écliptique.

## Compléments